# 청교도
청교도(淸敎徒, Puritans)는 로마 가톨릭교회의 핵심인 교황제도 중심주의로부터 영국 국교회의 순결(purity)과 복음 중심주의를 추구하며 16세기에서 17세기에 활동한 개신교도들이다. 당시 영국국교회는 왕권 하에서 형성되며 개신교의 정신을 강조한 '복음중심주의자'들이 거부하던 서방교회의 '제도중심주의'를 받아들여, 부분적인 종교개혁 사상과 교회제도를 주장하였다. 또한 원형적이고 전통적인 복음주의, 종교개혁의 '복음중심주의'를 지향했던 기독교인들을 통칭한다. 이들은 개신교 교인들로서 전통적 복음주의 안에서 루터주의 계열과 칼뱅주의 계열과 잉글랜드 성공회에 소속된 이들과 전통 복음주의를 추구했지만, 계열을 추구하지 않던 이들을 포함한 다양한 전통 복음주의자들을 통칭해 일컫는 말이며, 이런 신앙에 있던 사람들을 청교도라고 한다. 청교도란 말은 그들이 부르는 이름이 아니라, 지나치게 극단적인 교리적 완벽함을 추구한다는 비아냥에서 비롯되었다. 청교도들은 영국 종교 개혁이 제도주의가 남은 불완전한 개혁이었다고 평가하여, 영국 성공회의 정부 중심의 성향과 서방교회의 제도중심주의 잔재를 철폐하고자 하였다. 이들은 도덕적인 순수성을 추구하여 낭비와 사치를 배격하고, 근면을 강조하였으므로 영국의 중산층을 형성하였다. 또한 신학적으로는 인위적 권위와 전통을 인정하지 않고, 성경에 철저하고자 한 전통 복음주의인 성서주의적인 입장을 갖고 있었다. 영국교회가 핍박을 하자 미국으로 건너와서 청교도의 부흥을 이루었다. 부흥이후 마녀사냥이라는 불명예를 얻어 주홍글씨에 나오는 이미지는 그다지 좋지 않았다.

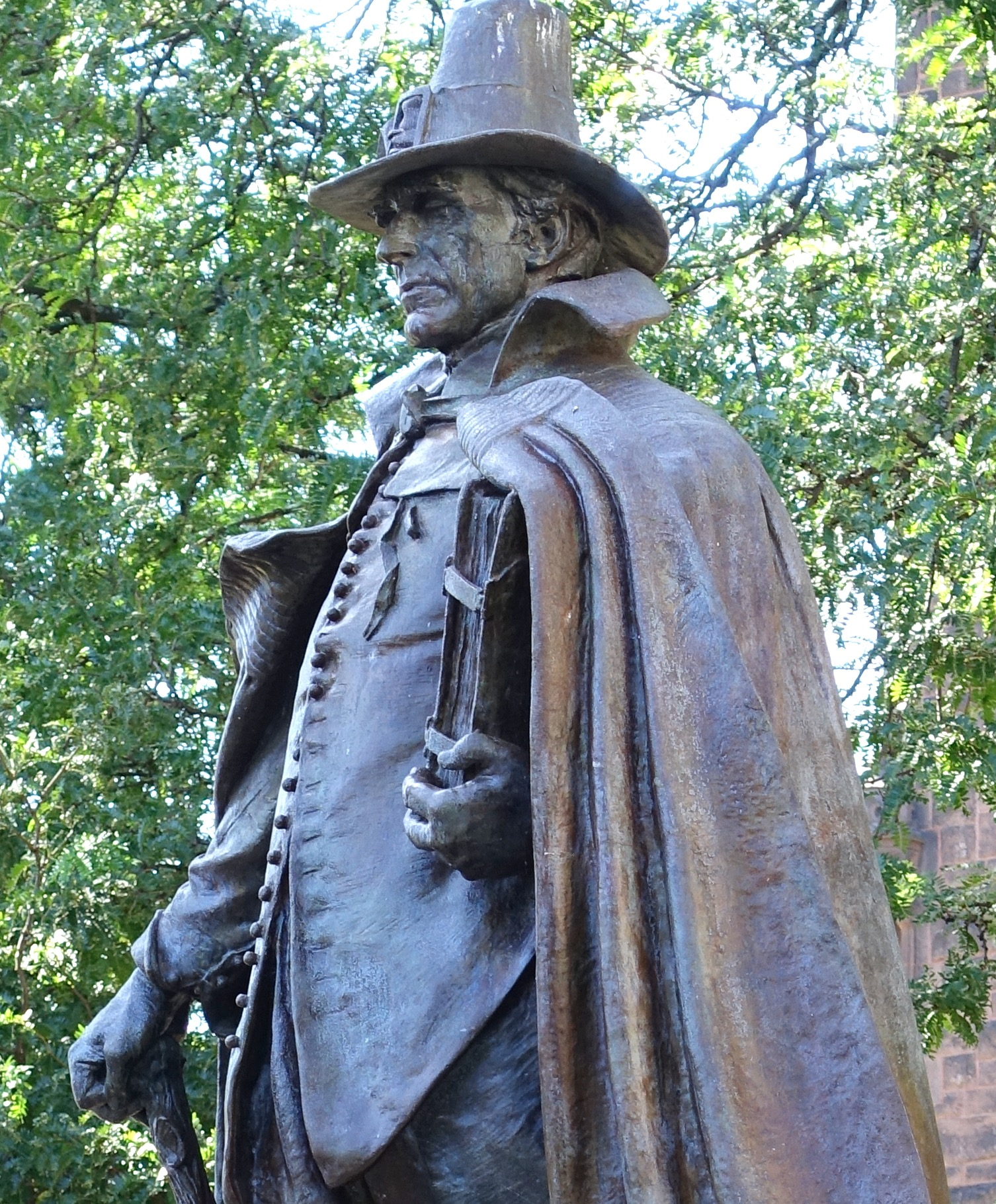
스프링필드시에 있는 청교도 동상

## 역사

### 튜더 왕조
| 초상화 | 재임연도  | 왕호                | 내용 |
| ------ | --------- | ------------------- | --- |
|        | 1509-1547 | 헨리 8세            | 당시 혼인제도(이혼과 결혼을 오직 로마 교황의 허락을 받아야 하는 의무)를 저버리기 위해 수장령을 발표하여 로마 카톨릭과 결별을 선언했다. 헨리 8세는 일생 6번 혼인을 하였다.                |
|        | 1547-1553 | 에드워즈 6세        | 16살에 사망하였는데, 그 생전에 영국은 개신교회로 진입하게 되었다. |
|        | 1553-1558 | 메리 1세 (잉글랜드) | 피의 메리라는 별명을 가질 정도로 잔인함으로 유명했다. 약 300명을 화형시켰으며 스페인 국왕 펠리페 2세와 혼인하였다. 두 사람 사이에는 아이가 없었다.                                       |
|        | 1558-1603 | 엘리자베스 1세      | 통일령을 발표하여 헨리 8세의 종교정책을 이어받음. 거의 반세기 동안 통치하였으며 로마 교황으로부터 파문을 당하였다. 토머스 카트라이트가 활약함. 존 휘트기프트를 통하여 청교도들을 핍박함. |

### 스튜어트 왕조
| 초상화 | 재임연도  | 왕호                  | 내용 |
| ------ | --------- | --------------------- | --- |
|        | 1603-1625 | 제임스 1세 (잉글랜드) | 킹 제임스 성경을 출판하였다. 재임시 도르트 총회에서 아르미니우스주의를 정죄하였다. 그는 분리주의자(the Separatists, 국교를 떠난 사람들)를 혐오하였으며, 이를 이유로 청교도들이 영국으로부터 네덜란드로 이주하는 계기가 되었다. 런던회사를 설립하여 버지니아식민지에 영국이 개입하는 역할을 하였다. 오락의 책(Declaration for Sports on the Lord's Day)을 공예배에 읽을 것을 강요하였고, 이것이 종교분쟁으로 이어지는 계기가 되었다. |
|        | 1625-1649 | 찰스 1세              | 11년동안 의회없이 통치, 20년동안 의회에 의해 통치. 윌리엄 로드를 통하여 청교도들을 핍박함. |
|        | 1649-1660 |                       | 1649-1653 올리버 크롬웰에 의한 영국연방(Commonwealth of England) 탄생 1653년 의회 해산 1653-1658 호국경이 되어 잉글랜드 통치, 크롬웰은 사망때까지 회중 교회주의자였음 |
|        | 1660-1685 | 찰스 2세              | 천주교를 옹호하고 전제정치를 시행, 통일령 선포(1662), 청교도 목사들의 대출교 명령 |
|        | 1685-1688 | 제임스 2세 (잉글랜드) | 천주교옹호와 의회에 대한 무시가 분노를 야기하였다. |
|        | 1689-1702 | 윌리엄 3세 메리 2세   | 공동으로 왕위에 오름 |

### 역사적 사건들
| 연도      | 사건 |
| --------- | --- |
| 1618-1619 | 도르트 신조 네덜란드에서 작성                                                                              |
| 1629-1640 | 윌리엄 로드의 청교도 박해시기, 이 때 2만명의 청교도들이 아메리카 식민지로 이주하였다.                      |
| 1642-1651 | 잉글랜드 내전                                                                                              |
| 1643      | 엄숙동맹과 언약을 제정                                                                                     |
| 1643-1647 | 웨스트민스터 신앙고백을 의회에서 제정                                                                      |
| 1646-1654 | 유스 디비눔 작성                                                                                           |
| 1645      | 윌리엄 로드 처형당함.                                                                                      |
| 1649      | 찰스 1세 처형당함.                                                                                         |
| 1651      | 항해법 선포로 영국으로 수출입되는 품목은 영국배로 운송하도록 만든 법으로 영국과 네덜란드사이에 관계가 악화 |
| 1652      | 영국과 네덜란드간에 1차 전쟁 발발함.                                                                       |
| 1658      | 올리버 크롬웰 사망.                                                                                        |
| 1688      | 명예혁명에 의한 왕정복고                                                                                   |
| 1689      | 권리장전 (영국)선포                                                                                        |

### 영국 국교로부터의 독립
그 뿐만 아니라 영국이란 나라 내에서 종교적 권위를 갖기 위해 영국 성공회를 설립하게 되었다.  영국 성공회 39개조 신조의 준수 여부에 따라 국교도와 비국교도로 나뉘게 되고 비국교도에 대한 탄압이 생긴게 된다.  청교도는 비국교도를 통칭하는 말로 분리주의자라고도 불리며, 성경의 유일한 권위와 로마가톨릭의 예식과 교황에 대한 비판등, 성경이 언급한 내용만 따르는 오직 성경의 칼빈주의를 실천하게 된다. 비국교도들을 주축으로 의회에 모여 신앙고백을 만드는 데, 그것이 웨스트민스터 신앙고백이다.

## 청교도의 정의와 특징
그린달이 감독으로 있었던 교구에 항의서한을 보내어 성직자직을 박탈당한 존 폭스를 비롯한 27명의 성직자들에 대해서 존 스토우는 '주님의 흠없는 양들'이란 뜻의 청교도라 불렀고, 그 전까지는 '까다로운 사람들'(Precisionist)로 불렀다.
마틴로이드존스는 청교도란 독립적인 사람, 독자적인 사상을 구축한 사람으로 정의하였다.
특징은 하나님의 말씀을 최고 권위로 주장하고, 철저한 개혁(뿌리와 가지)을 추구했다는 점이다.

## 대표적인 청교도인물들[7]

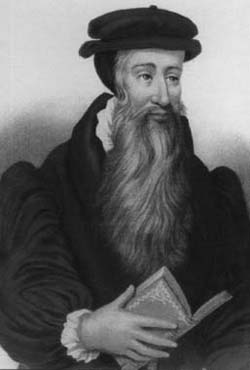
존 녹스

칼라일, 마틴 로이드 존스 등은 존 녹스를 청교도의 창시자로 인정한다.

### 초기의 청교도들
- 존 브래드포드
- 존 후퍼

### 영국에서 활약한 청교도

#### 선구자적 인물들
| 초상화 | 이름              | 출생연도/사망연도 | 주요 업적                                   |
| ------ | ----------------- | ----------------- | ------------------------------------------- |
|        | 윌리엄 틴데일     | 1494-1536         | 영어로 성경을 번역                          |
|        | 존 폭스           | 1516-1587         | 영국의 역사학자 <폭스의 순교사> 저술        |
|        | 존 칼빈           | 1509-1564         | 프랑스 출신의 종교개혁가 <기독교 강요> 저술 |
|        | 토마스 카트라이트 | 1535-1603         | 장로교의 원칙을 제정                        |

#### 발전단계 인물들
- 리차드 그린햄
- 리처드 로저스
- 윌리암 퍼킨스

#### 1세대
- 존 로저스
- 아서 힐더샘

#### 2세대
- 폴 베인즈

- 리차드 십스
- 예레미야 버로우즈 : The Rare Jewels of Christian Contentment.
- 윌리엄 가우지

#### 3세대
- 존 오언
- 존 번연
- 토머스 맨톤
- 토머스 보스톤
- 토머스 굿윈
- 토머스 브룩스
- 조셉 얼레인
- 윌리엄 에임스: 신학의 정수
- 리차드 백스터
- 매튜 미드
- 앤토니 버제스
- 존 플라벨
- 스테판 차녹
- 윌리엄 거놀
- 윌리엄 젠킨
- 크리스토퍼 러브
- 토머스 왓슨
- 제임스 더램
- 윌리엄 브릿지
- 존 라잇풋
- 윌리엄 거스리
- 사무엘 러더포드
- 토마스 후커
- 존 프레스톤
- 존 코튼
- 리차드 매더

### 미국에서 활동한 청교도
- 리차드 매더
- 코튼 매더
- 존 코튼
- 인크리스 매더
- 존 노튼
- 존 데이븐포트
- 토마스 후커
- 토마스 셰파드
- 조너선 에드워즈
- 사무엘 윌라드
- 존 엘리엇

## 국가관
청교도들은 애국주의적인 성격을 가진 자들이었다.  '광야로의 심부름(errand into the wilderness)'라는 사고가 그들을 사로잡았다.  존 윈스럽의 '언덕 위의 도시'는 그들만이 하나님과 언약을 맺은 것으로 사고한 이유에서 나왔다.  미국 독립 혁명 당시 그들에게는 하나님은 그들만의 편이라는 사고가 있었다.  1781년에 회중교회목사였던 모세 매더는 '하나님은 우리를 위해 싸우신다'라는 설교를 하였다. 영국으로부터의 독립이후 이런 세계관은 더욱 확고히 자리를 잡게 되었다.

## 말씀 준수의 엄격함
청교도들은  아메리칸 인디언들이 1675년에 영국의 정착자들을 공격하고 파괴하려 한 것은 그들이 주일을 거룩하게 지키지 않았기 때문이라고 여겼다. (마크 놀 One Nation Under God, 5쪽)
이러한 가르침과 전통은 미국인들의 사고에 만일 전쟁에 패하거나 범죄가 증가하게 되면, 십계명을 어겨서 생기는 것이라는 사고를 갖게 하였다. (야고보서 4:1, 사람의 정욕에 의한 결과)

## 실용적인 작문법
페트루스 라무스는 16세기프랑스 프로테스탄트 교육자로 이분법적 분석가로 활약을 하였다. 그의 분석방법은 어떤 주제나 본문을 갖고도 2개로 나누어 분석하는 방법으로 청교도들의 성경 분석에 활용되었다.
예를 들면, '은혜와 진리가 충만하더라.'에서 은혜와 진리 부분을 나누어 각각 따로 분석 및 해석함으로 보다 깊이 있고 체계적인 분석을 하도록 교육되었다.  이러한 그들의 연구방법은 성경본문의 설교가 장황하고 오랜 기간 동안 하도록 권장되었으며 조셉 카릴은 욥기에 대해 6천 페이지, 존 오언은 히브리서 강해를 2000페이지 이상을, 윌리엄 거놀른 에베소서 6장 10-20절 본문에 대해 800페이지 가량의 설교를 기록하였다. ( 제임스 패커, 경건을 향한 열망, 73페이지)
피터 라무스는 아리스토텔레스의 방법론에 대해 의문을 품고, 지식과 행동이 서로 분리 된 것이 아니라, 신학과 윤리학은 서로 융합하고 연결짓는 데에 방법론을 연구하였다.  윌리엄 에임스는 그에게 많은 영향을 받아 그의 저서 신학의 정수에서 적용하였다.

## 신학
조웰비키는 그의 책 청교도 신학에서 다음과 같은 분류로 청교도의 신학을 구분하였다.
- 서론(Prolegomena)
- 신론( Theology Proper)
- 인간론과 언약신학 (Anthropology and Covenant Theology)
- 기독론(Christology)
- 구원론(Soteriology) 청교도 준비론
- 교회론(Ecclesiology)
- 종말론(Eschatology)
- 실천 신학(Theology in Practice) 양심에 대하여.

## 같이 보기
- 코네티컷 식민지
- 매사추세츠만 식민지
- 청교도 혁명
- 위그노
- 웨스트민스터 신앙고백
- 칼빈주의
- 찰스 해돈 스펄전
- 유형학 (신학)
- 베이 시편집
- 결의론
- 빌헬름 아 브라켈

## 참고서적
- Leland Ryken, Worldly Saints: The Puritans as They Really Were (1986)
- Erroll Hulse, Who are the Puritans?... and what do they teach? (2000)
- William Haller,  The Rise of Puritanism (1957)

### 연구 서적
- Banner of Truth
- Soli Deo Gloria,  Reformation Heritage Books
- 페리 밀러
- 미국 퓨리탄 리폼드신학교( 조웰 비키 교수)
- 청교도 신앙 그 기원과 계승자들 (마틴 로이드 존스 저, 서문강 옮김, 생명의 말씀사, 2002)
- 도서출판 새언약